# Японская артиллерия

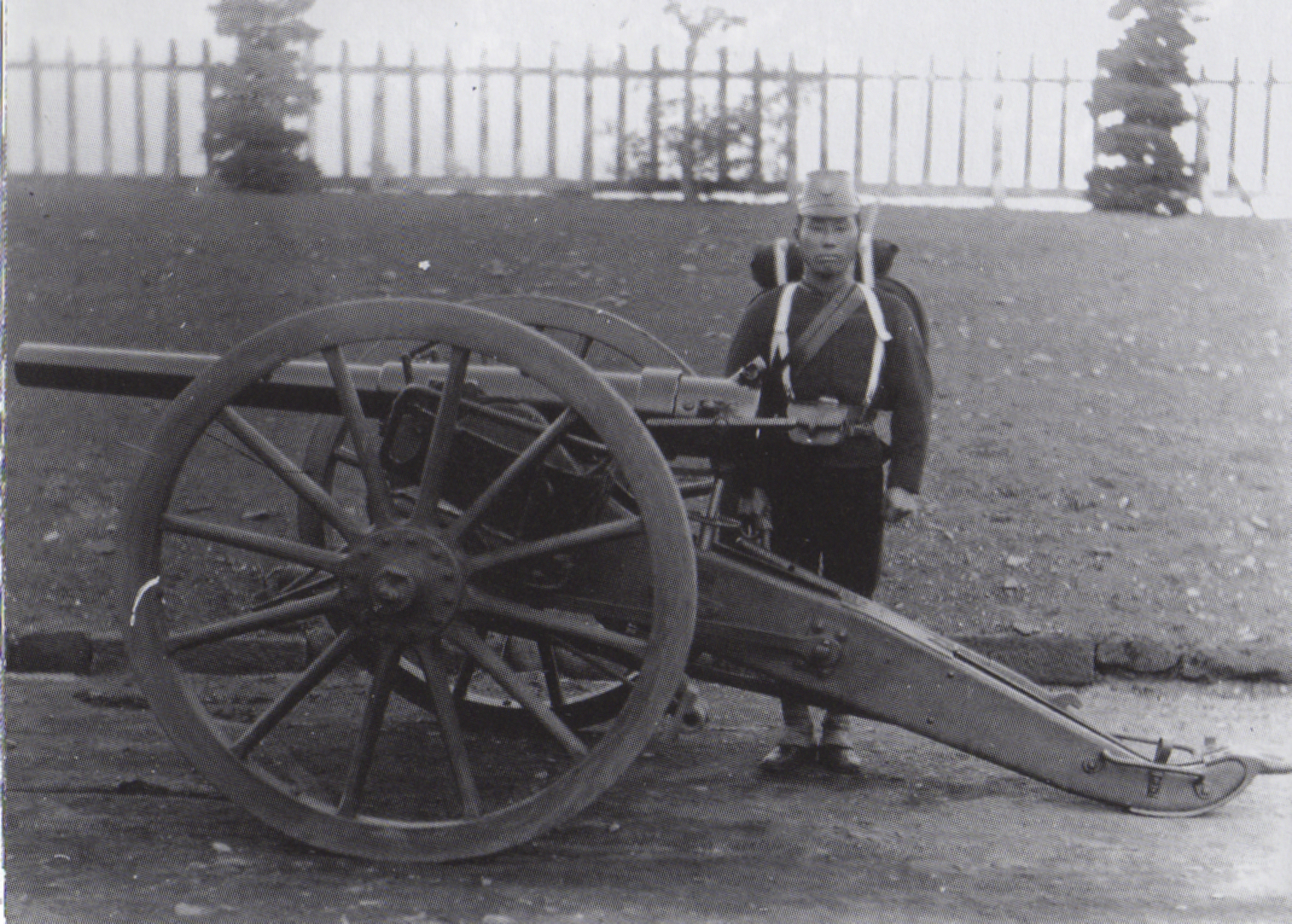
Японский артиллерист около орудия. Токио, 1882 год

Артиллерия Японии ведёт свою историю с XVI века, с периода Сэнгоку.

## XIII—XVII вв
В Японии рано начали использовать порох, так как страна находилась в близости от Китая. Первые примитивные пушки, подобные китайским орудиям, появились примерно в 1270 году и назывались «железными пушками Теппо» (яп. 鉄 砲 — железная пушка). В то время они не приобрели широкого использования, это случится во время прибытия португальцев в 1453 году.
Несколько лёгких орудий участвовали в Битве при Нагасино (1575 год), но первые орудия, изготовленные в самой Японии, появились спустя несколько месяцев после битвы. Это были двухфунтовые орудия длиной около 2,7 метра — они были доставлены военачальнику Ода Нобунага.
Первые японские пушки также покупались у португальцев, а с 1600 года — у голландцев. Девятнадцать бронзовых орудий, сгруженных с судна Liefde, которым командовал Адамс, Уильям, впоследствии участвовали в Битве при Сэкигахаре в 1600 году.

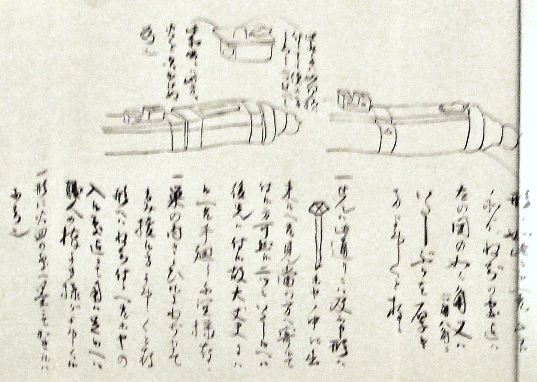
Описание пушки с поворотным механихзмом на японском языке

В Японии также производились орудия казённого заряжания с поворотным механизмом. Они устанавливались на военных судах и для защиты укреплений.
После объединения Японии в 1601 году и установления власти Сёгуната Токугава начала проводиться политика изоляции: иностранцы были высланы из страны, а торговля с западными странами прекращена. Начался застой развития артиллерии Японии, продолжавшийся около 200 лет. В стране оставалось только небольшое количество устаревших пушек.

## После реставрации Мэйдзи
После Реставрации Мэйдзи Япония начала наращивание и перевооружение армии. Во время Сацумского восстания в 1877 году была развёрнута артиллерия, выпускавшая по 1000 снарядов в день. Мятежники также использовали деревянные пушки во время волнений 1884 года.
Японская артиллерия эффективно использовалась во время Японо-китайской и Русско-японской войн. 
В Первой мировой войне Япония использовала более чем 140 артиллерийских орудий во время Осады Циндао. Япония также направила в 1915 году группу из 29 артиллерийских инструкторов в Россию для обучения русской армии обращению с приобретенными японскими осадными орудиями. Их работа в крепостях Гродно и Ревель была признана русским командованием крайне важной.

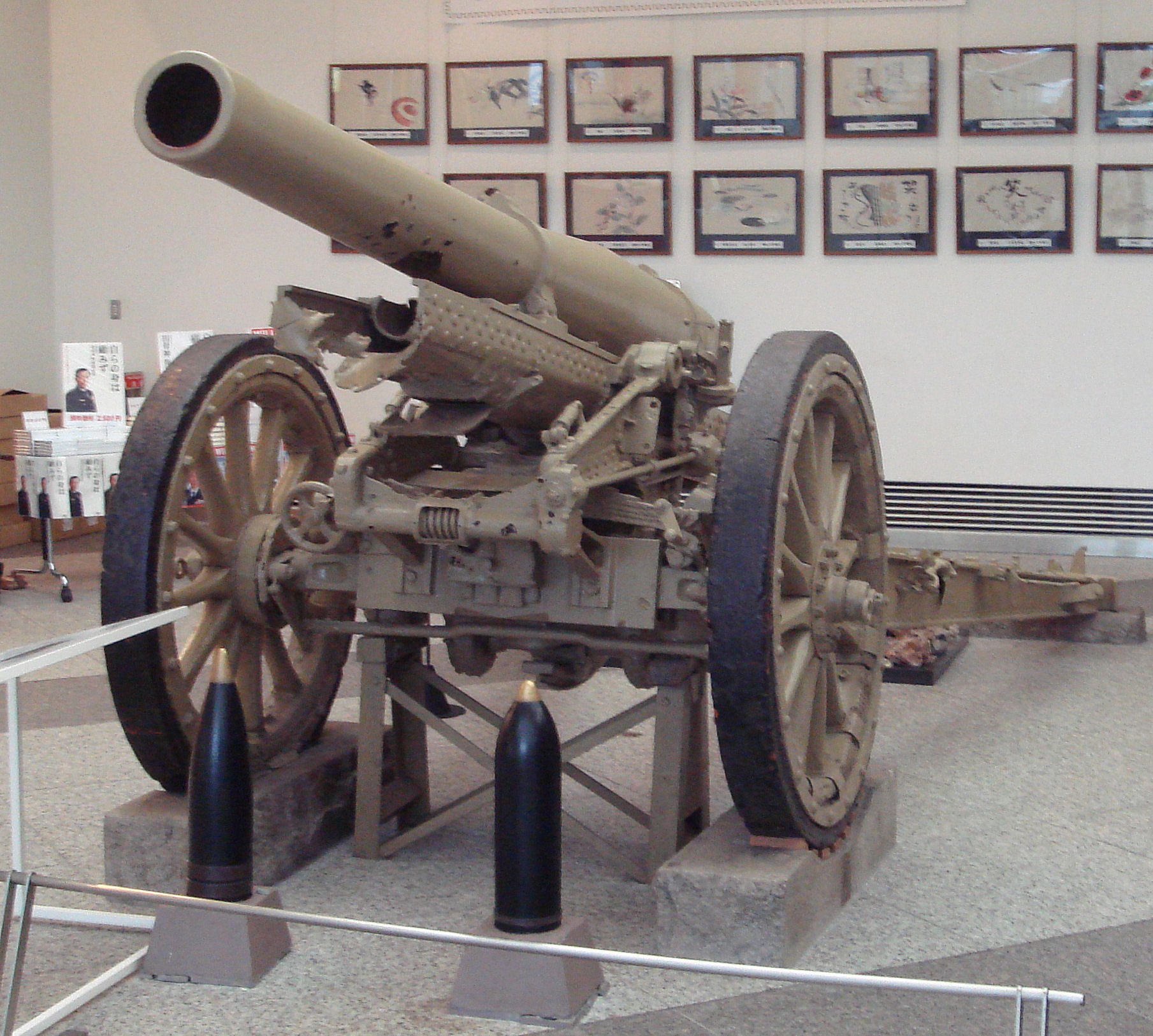
Полевая гаубица Тип 89

Императорский флот Японии, в то время стремительно развивавшийся, оснащался орудиями крупного калибра. Японские корабли — первые в мире военные суда, вооружённые 356-миллиметровыми пушками — они устанавливались на линкоре «Конго». «Нагато» мог вести огонь орудиями калибра 410 мм, а линейные корабли типа «Ямато», крупнейшие в мире, оснащались орудиями калибра 460 мм.
До и во время Второй мировой войны в стране производилась подавляющая часть артиллерийских орудий — от 25-ти до 460-ти миллиметровых, включая и 47-мм, 75-мм, 100-мм, 127-мм, 140-мм и 150-миллиметровые орудия Тип 89 и Тип 96.